# Pegnitzkreis

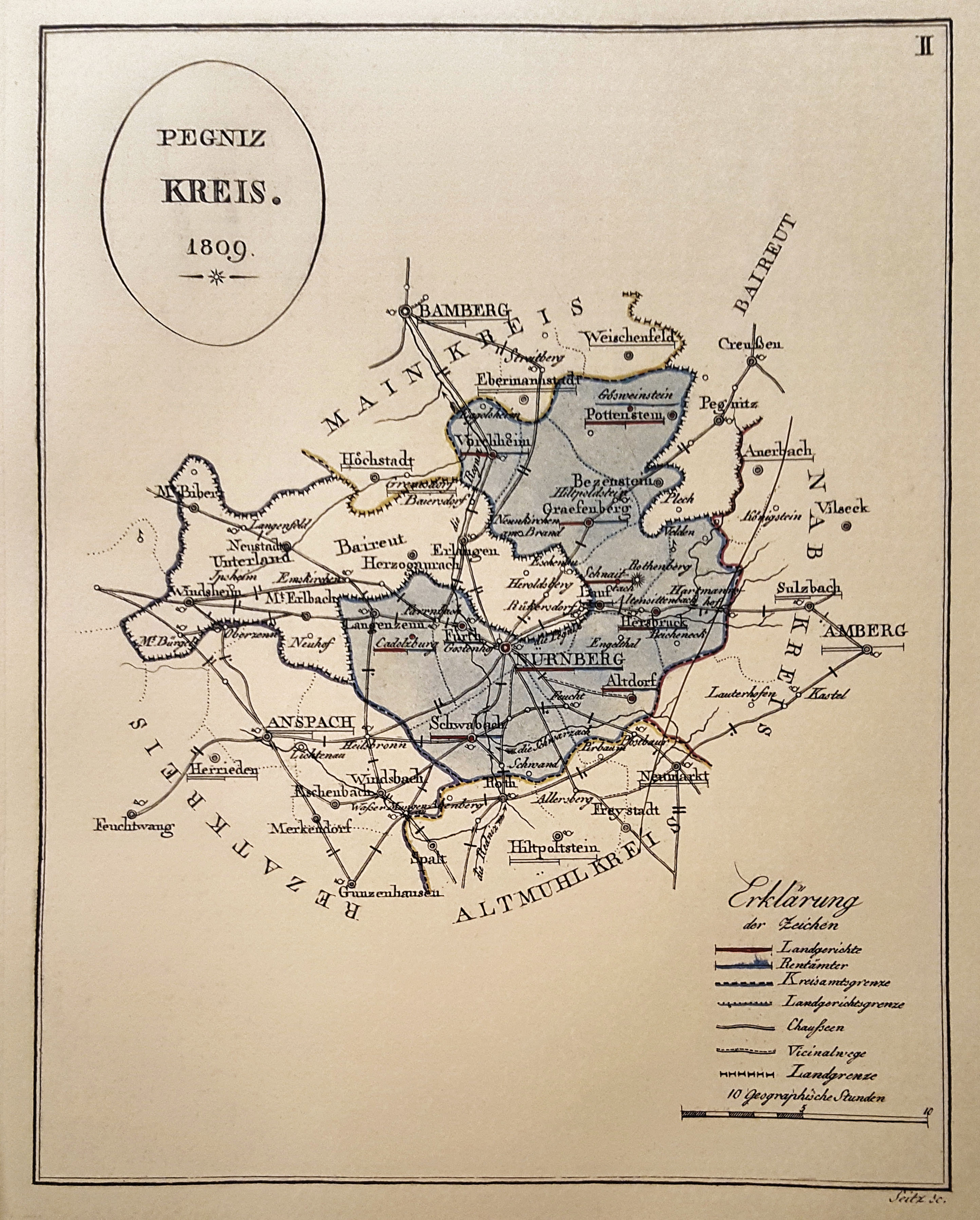
Der Pegnitzkreis (1809)

Der Pegnitzkreis mit der Hauptstadt Nürnberg war einer der Kreise des 1806 gegründeten Königreichs Bayern.

## Geschichte

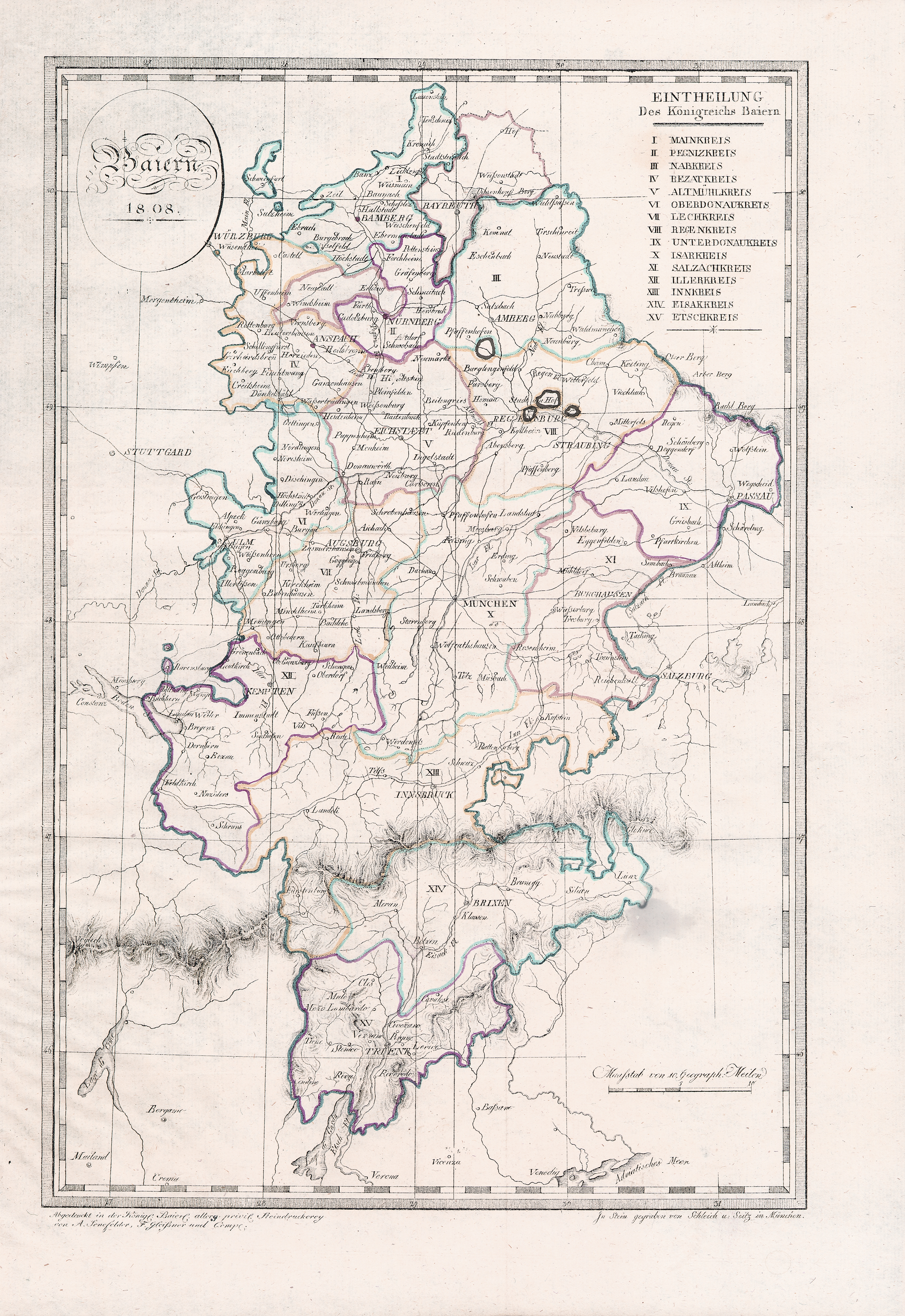
Bayerns Einteilung in Kreise im Jahr 1808

Im Jahr 1808 kam es zu einer grundlegenden Neuordnung der Verwaltung Bayerns, die von Maximilian von Montgelas initiiert wurden. Montgelas war damals der leitende Minister des zwei Jahre zuvor gegründeten Königreichs Bayern. Im Rahmen dieser Reform wurde auch die mittlere Verwaltungsebene komplett umgestaltet, wobei die historisch gewachsenen Territorialeinheiten aufgelöst und stattdessen fünfzehn administrative Kreise geschaffen wurden, zu denen auch der Pegnitzkreis gehörte.
Der Pegnitzkreis umfasste neun Landgerichte und seit 1809 die kreisunmittelbaren Städte Nürnberg, Fürth und Schwabach. Bereits 1810 wurde er wieder aufgelöst. Sein Gebiet wurde fast ganz dem Rezatkreis zugeordnet, lediglich das Landgericht Pottenstein wurde dem Mainkreis zugeteilt.

## Kreisunmittelbare Städte
Fürth, Nürnberg, Schwabach

## Landgerichte
Altdorf, Cadolzburg, Forchheim, Fürth, Gräfenberg, Hersbruck, Lauf, Nürnberg, Pottenstein, Schnaittach, Schwabach